# Francisco Benítez (nadador)
Francisco Benítez (Madrid, 1962) es un deportista español que compitió en natación adaptada. Ganó dos medallas de plata en los Juegos Paralímpicos de Heidelberg 1972.

## Palmarés internacional
| Juegos Paralímpicos | Juegos Paralímpicos | Juegos Paralímpicos | Juegos Paralímpicos |
| Año                 | Lugar               | Medalla             | Prueba              |
| ------------------- | ------------------- | ------------------- | ------------------- |
| 1972                | Heidelberg (RFA)    | Medalla de plata    | 100 m libre 6       |
| 1972                | Heidelberg (RFA)    | Medalla de plata    | 100 m espalda 6     |